# Минакши Тхапар
Минакши Тхапар (4 октомври 1984 – 19 април 2012) е индийска боливудска актриса, отвлечена и убита от двама свои колеги актьори.

## Биография
Минакши е родена на 4 октомври 1984 г. в град Дехрадун, щата Утаракханд. Своя дебют в киното прави през 2011 г., когато изпълнява роля в психотрилъра „404“.
През април 2012 г., по време на снимките на филма „Героиня“, Минакши е отвлечена от своя колега, 36-годишния Амит Жаисвал, който е изпълнявал второстепенна роля в „Героиня“, и неговата приятелка, също актриса от филма. Похитителите на Минакши планирали отвличането ѝ, след като тя се похвалила пред тях за богатството на семейството си. Актрисата била похитена, след като била примамена на разходка в отдалечен район, близо до границата на Индия с Непал. Похитителите поискали от майката на Тхапар откуп от 1,5 милиона рупии и заплашили, че в противен случай ще принудят Минакши да участва в порнографски филм. Майката на отвлечената актриса не успяла да събере откупа и изплатила само 60 хиляди рупии от исканата сума. Разгневени, похитителите удушили Минакши, след което отрязали главата и ръцете ѝ. Торсът и крайниците изхвърлили в резервоар за вода, а торбата с главата на жертвата била изхвърлена направо на пътното платно от прозореца на автобуса, с който пътували похитителите.
По-късно Амит Жаисвал и съучастничката му били арестувани и признали деянията си, които според самопризнанията им били копирани от сценария на психотрилъра „404“.